# Louis H. Chrispijn
Louis Hendricus Chrispijn (Amsterdam, 13 mei 1854 – aldaar, 1 november 1926) was een Nederlands acteur, schrijver en theater- en filmregisseur. Chrispijn was, samen met Maurits Binger en Theo Frenkel sr., de eerste regisseur die Nederlandse langspeelfilms maakte.
Chrispijn genoot redelijk succes als toneelspeler en blijspelregisseur, tot hem in 1913 werd gevraagd door Maurits Binger om voor zijn bedrijf Hollandia films te gaan regisseren. Omdat beiden nog beginners waren in het genre van de speelfilm, deden ze gezamenlijk de regie over de film De levende ladder, en vervolgens werd Chrispijn als huurling ingelijfd en maakte twintig korte en langere films. Hij kon daarbij gebruikmaken van een toneelgezelschap genaamd Hollandia Toneel, waar Annie Bos en Chrispijns vrouw Christine van Meeteren (Carolina Christina Manssen) ook deel van uitmaakten. In 1915 maakte Chrispijn zijn laatste film met De Vloek van het Testament. De opnamen waren hem zo zwaar gevallen dat hij officieel verkondigde dat hij geen artistieke waarde meer zag in het filmmaken. Apart is dat Chrispijns zoon Louis Chrispijn jr. twee jaar voordat zijn vader een film regisseerde een keer de regie ondernam van de film Ontrouw.

## Films (selectie)
- De Vloek van het Testament (1915)
- Weergevonden (1914)
- Heilig recht (1914)
- Liefde Waakt (1914)
- De Zigeunerin (1914)
- De Stradivarius (1914)
- Nederland en Oranje (1913)
- De levende ladder (1913)
- Silvia Silombra (1913)